# 杉葉子
杉 葉子（すぎ ようこ、1928年（昭和3年）10月28日 - 2019年（令和元年）5月15日）は、日本の女優。東京府東京市小石川区（現在の東京都文京区）生まれ。

## 経歴
1945年（昭和20年）、上海の第二日本高等女学校卒業。
1947年（昭和22年）、日本へ帰国した後に受験した第2期東宝ニューフェイスに合格、東宝に入社。同期に越後憲、塩沢ときがいる。都会派の落ち着いた上品な美貌で人気を集めた。
1949年（昭和24年）の『青い山脈』の寺沢新子役で青春スターとなる。『青い山脈』では水着姿も披露した。ショートドラマとスタジオでの推理合戦を組み合わせたNHKの人気クイズ番組『私だけが知っている』でも長年探偵役を務め、お茶の間でも人気を博した。この番組の担当ではないが、実弟の杉理一はNHKのディレクターであり、クラシック音楽番組などで活躍した。

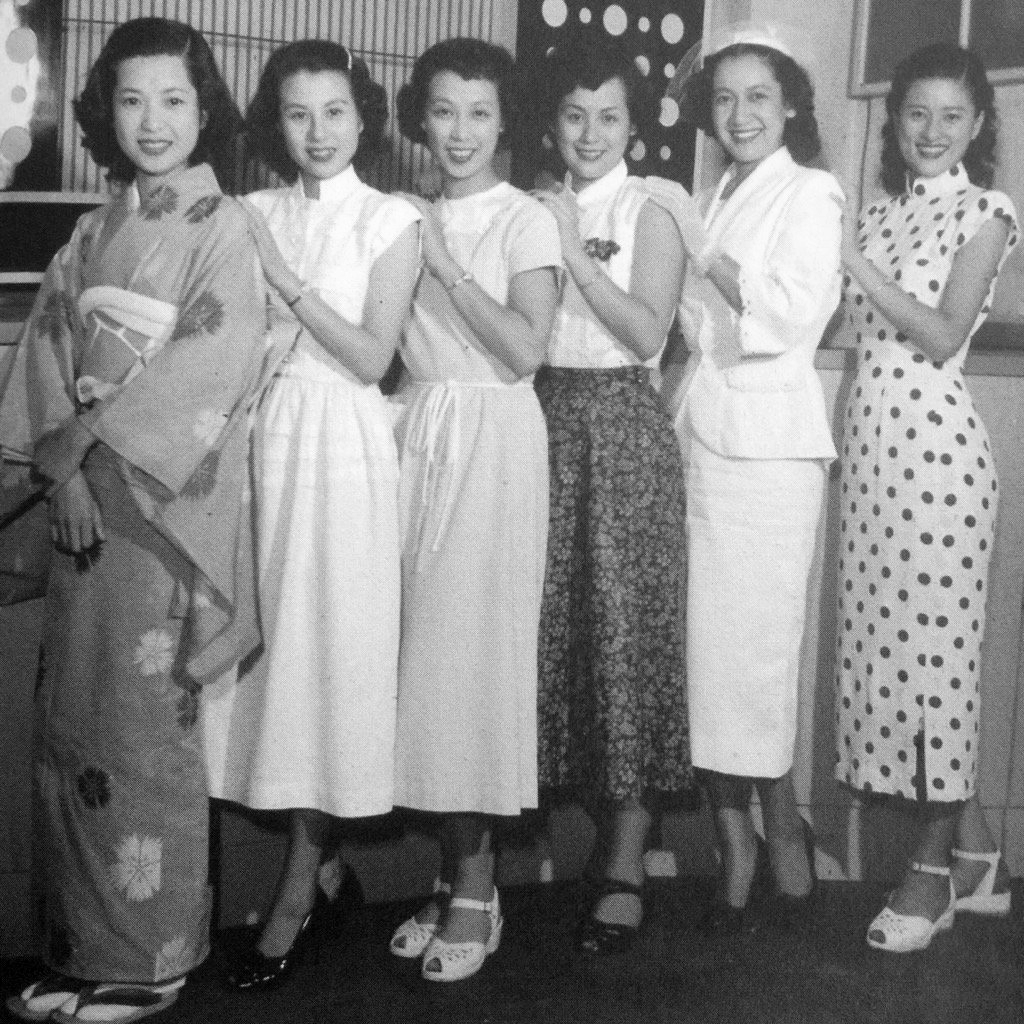
左から若山セツ子、久我美子、淡島千景、角梨枝子、原節子、杉葉子（1951年）

1959年（昭和34年）12月31日、東京宝塚劇場で開催された『第10回NHK紅白歌合戦』に紅組応援ゲストで出演。この第10回紅白はラジオ中継の音声が現存し、杉と紅組司会の中村メイコのトーク場面を含め全編が2009年（平成21年）4月29日放送のNHK-FM『今日は一日“戦後歌謡”三昧』の中で再放送された（音声はモノラル）。杉と中村のトーク場面の写真も現存する。
1961年（昭和36年）、アメリカ人と結婚して芸能界を引退し、渡米する。ロサンゼルスのホテルニューオータニに勤務した。日本に帰国した際には『恍惚の人』などに出演した。2005年度の文化庁文化交流使に任命された。
2008年（平成20年）3月29日　東京・成城の東宝スタジオの第9ステージで開かれた市川崑（同年2月13日に死去）の「お別れの会」に出席した。
2013年（平成25年）5月　東京の八重洲富士屋ホテルで開催された上海第二日本高等女学校の同窓会（淡紅会）出席の為に来日した。
2016年（平成28年）10月16日　「愛媛・全国税を考える会」の招きで祖父の出身地、西条市三芳で「昭和と映画全盛期」と題した講演を行なった。
2017年（平成29年）、アメリカから帰国。
2019年（令和元年）5月15日、結腸癌のため、90歳で死去。

## 主な出演

### 映画

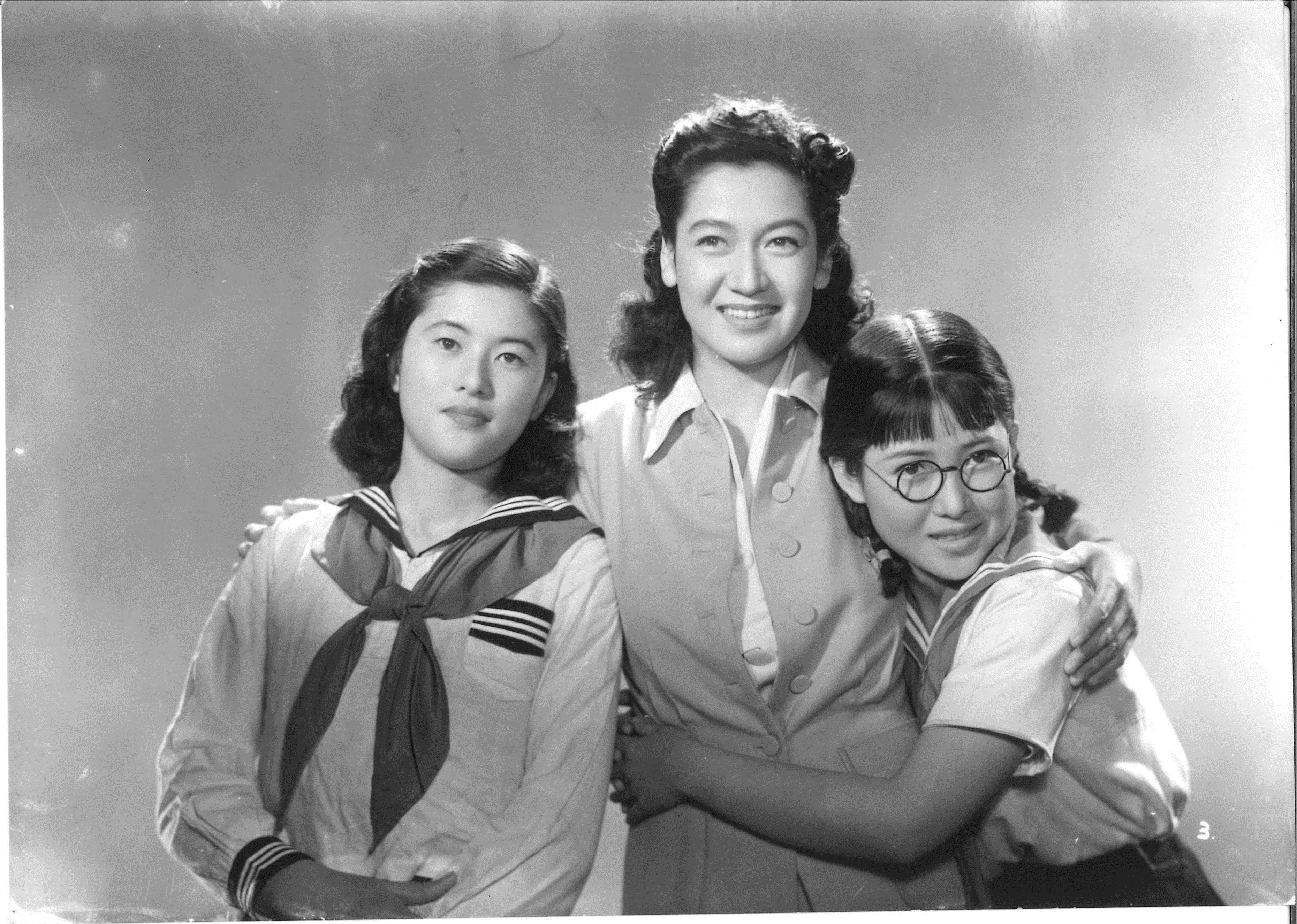
『青い山脈』（1949年）

- 青い山脈　正篇・続篇（1949年、東宝）
- 女の顔（1949年、東京映画）
- 石中先生行状記（1950年、新東宝）
- 白昼の決闘（1950年、新東宝）
- 妻と女記者（1950年、新東宝）
- 素晴らしき求婚（1950年、東宝）
- 暁の追跡（1950年、新東宝）
- 軍艦すでに煙なし（1950年、新映画）
- 若い娘たち（1951年、東宝）
- 祇園物語　春怨（1951年、東映）
- メスを持つ処女（1951年、東宝）
- 戦後派お化け大会（1951年、新東宝）
- 若人の歌（1951年、東宝）
- めし（1951年、東宝）
- 赤道祭（1951年、東宝）
- 結婚行進曲（1951年、東宝）
- 青春会議（1952年、東宝）
- ラッキーさん（1952年、東宝）
- 息子の花嫁（1952年、東宝）
- 山びこ学校（1952年、八木プロダクション）
- やぐら太鼓（1952年、東宝）
- 金の卵（1952年、東宝）
- 東京の恋人（1952年、東宝）
- 浅草四人姉妹（1952年、新東宝）
- 結婚案内（1952年、東宝）
- 丘は花ざかり（1952年、東宝）
- 夫婦（1953年、東宝）
- 現代処女（1953年、大映）
- プーサン（1953年、東宝）
- 愛情について（1953年、東宝）
- 天晴れ一番手柄 青春銭形平次（1953年、東宝）
- 幸福さん（1953年、東宝）
- 花の中の娘たち（1953年、東宝） - ※初のカラー映画出演
- 誘蛾燈（1953年、東宝）
- 純情社員（1953年、新東宝）
- 山の音（1954年、東宝）
- 若い瞳（1954年、東宝）
- 悪魔が来りて笛を吹く（1954年、東映）
- 女の暦（1954年、新東宝）
- 若者よ!恋をしろ（1954年、東映）
- 君死に給うことなかれ（1954年、東宝）
- 悪の愉しさ（1954年、東映）
- 結婚期（1954年、東宝）
- 月は上りぬ（1955年、日活）
- まごころの花ひらく　女給（1955年、東映）
- 森繁の新入社員（1955年　新東宝）
- 森繁のやりくり社員（1955年　新東宝）
- くちづけ（1955年、東宝）
- 朝霧（1955年、東宝）
- 乳房よ永遠なれ（1955年、日活）
- チエミの初恋チャッチャ娘（1956年、東宝）
- 見事な娘（1956年、東宝）
- 妻の心（1956年、東宝）
- 森繁よ何処へ行く（1956年、東宝）
- 女囚と共に（1956年、東宝）
- ある女の場合（1956年、東宝）
- 目白三平物語　うちの女房（1957年、東宝）
- 早く帰ってコ（1957年、東宝）
- 東京だヨおッ母さん（1957年、東宝）
- わが胸に虹は消えず　第一部・第二部（1957年、東宝）
- 社長三代記（1958年、東宝）
- 続・社長三代記（1958年、東宝）
- 重役の椅子（1958年、東宝）
- 大人には分らない　青春白書（1958年、東宝）
- 東京の休日（1958年、東宝）
- すずかけの散歩道（1959年、東宝）
- 新・女大学（1960年、東宝）
- 自由ヶ丘夫人（1960年、東京映画）
- 九千万の明るい瞳（1961年、生物映画研究会）
- 恍惚の人（1973年、東宝）
- リトルチャンピオン（1981年、松竹）
- ピクチャーブライド（1994年、アメリカ映画）

### テレビドラマ
- 新・三等重役（1959年 - 1960年、NET）
- 気になる嫁さん（1971年 - 1972年、日本テレビ）